# Pau Guanter i Casadevall
Pau Guanter i Casadevall (Castelló d'Empúries, Alt Empordà, 21 de setembre de 1871 - Calella, Maresme, 10 d'abril de 1944) fou un músic i compositor de sardanes.

## Biografia
Pau Guanter va néixer a Castelló d'Empúries, fill de Pere Guanter i Catalina Casadevall, petits propietaris castellonins que conreaven la pròpia terra. Sense antecedents musicals familiars, inicià els estudis musicals amb els instruments de trombó i fiscorn a l'escola municipal que dirigia Antoni Agramont., de qui va ser deixeble protegit. Agramont el va incorporar a la Cobla Empordanesa com a trombonista, plaça que ocupà fins a l'any 1889. També va ampliar, en aquell temps, els seus coneixements musicals amb Baldomer Pastells, intèrpret de flabiol, conegut popularment com l'Avi Rau. L'any 1890 entrà a formar part de la Cobla Els Montgrins, però el 1891 va regressar a la seva vila natal per fer una de les coses que li donà més prestigi, la fundació de la seva pròpia cobla, que anomenà Cobla Els Rossinyols. Per aquesta raó Guanter era anomenat "el rossinyol". Aquesta cobla va tenir una vida curta, però a l'època va obtenir molta fama merescuda, com ho demostrà en un concurs a Barcelona de l'any 1892, que va aconseguir, per davant de La Principal de la Bisbal, el primer premi i la medalla d'or amb motiu de la interpretació d'una sardana a primera vista i un primer premi en metàl·lic.
L'any 1895, després de casar-se amb Dolors Puigvert i Surroca (filla de l'alcalde de Calella i capitost carlí Manuel Puigvert el «Socas»), anà a viure a Calella, on a part d'exercir de professor de música de la vila, deixant una bona llavor, esdevingué el director de la Coral de Calella i de l'Orfeó Calellense fins a la seva desaparició el 1936. També va formar part de diferents formacions barcelonines com l'Orquestra Parera, Moderna Armonia i l'Orquestra Filharmònica. En el moment del seu traspàs tenia tres filles: Caterina, Lluïsa i Lourdes.

## Obra
Es calcula que va compondre prop de dues-centes sardanes, de les quals cal destacar Confidència, Flors de maig, Oreig i onades, Ocells i flors, La mare de la font, Germanívola, La mestressa del meu cor, Matinada, La platja d'Empúries, La camèlia, Cort d'amor, Pla de roses, Esglaiada, Rubina, Poliol, La closa de la vila, El Vernar, Cromàtica, Marienta, Sagarreta, Visionària, A trenc d'auba, Records, Joguines, Primaveral, entre d'altres. Va escriure un Método completo para fiscornio bajo y trombón que roman inèdit.